# ×Anacamptorchis
× Anacamptorchis là một chi thực vật có hoa trong họ Lan.